# Bruno del Pino
Bruno del Pino Vento (20 de junho de 2006), é um automobilista espanhol que atualmente compete no Campeonato de Fórmula 3 da FIA com a equipe MP Motorsport. Ele é sobrinho do ex-piloto de Fórmula 1, Pedro de la Rosa.

## Carreira

### Fórmula Regional
Del Pino fez sua estreia no Campeonato de Fórmula Regional Europeia pilotando com a MP Motorsport na sétima rodada no Red Bull Ring. Ele chegou em 21º e 16º, e terminou em 32º na classificação do campeonato.
Ele também se juntou à MP Motorsport para competir no Campeonato de Fórmula Regional do Oriente Médio de 2024 e terminou o campeonato em 16º na classificação de pilotos com 18 pontos.

### Fórmula 3
Del Pino foi promovido para o Campeonato de Fórmula 3 da FIA em 2025, continuando sua parceria com a equipe MP Motorsport.